# تونانته
تونانته (انگلیسی: Tonante) شرکت تجهیزات موسیقی برزیلی است، که در سال ۱۹۵۴ توسط ساموئل تونانته تأسیس شد.